# Комориште
Комориште (рум. Comorâște) — село у повіті Караш-Северін в Румунії. Входить до складу комуни Форотік.
Село розташоване на відстані 367 км на захід від Бухареста, 28 км на південний захід від Решиці, 69 км на південь від Тімішоари.

## Населення
За даними перепису населення 2002 року у селі проживала 671 особа. Рідною мовою 669 осіб (99,7%) назвали румунську.
Національний склад населення села:
| Національність | Кількість осіб | Відсоток |
| -------------- | -------------- | -------- |
| румуни         | 664            | 99,0%    |
| цигани         | 5              | 0,7%     |